# Otto Panzner
Balduin Georg Otto Panzner (* 9. Juli 1853 Königstein; † 1921) war ein deutscher Bildhauer in Dresden.

## Leben und Wirken
Der „bis heute [1994] relativ unbekannt gebliebene“ Bildhauer Panzner wuchs in einfachen Verhältnissen in einer Königsteiner Handwerkerfamilie auf. Mit eineinhalbjähriger Unterbrechung an der Königlichen Akademie der Bildenden Künste in München, studierte er von 1870 bis 1881 an der Königlichen Kunstakademie Dresden im Atelier des Bildhauers Ernst Hähnel. Nach dem Studium richtete er sich in der Dresdner Friedrichstraße Nr. 22 ein eigenes Atelier ein, in dem er dem Gestaltungsmerkmal seines Lehrers Hähnel folgend bildkünstlerische Arbeiten vor allem in dessen bevorzugter antik-idealistischer Formensprache schuf. Nebenberuflich war er als Lehrer für das Modellieren an der Städtischen Gewerbeschule Dresden tätig.
Von dem Gesamtwerk Panzners sind nur wenige Stücke erhalten, wie das 1890 eingeweihte Gerlachdenkmal, ein fast sechs Meter hohes Bronzestandbild des Veterinärmediziners Andreas Christian Gerlach (1811–1877), auf dem Gelände der Tierärztlichen Hochschule in Berlin-Mitte (Friedrich-Wilhelm-Stadt). Außerdem zwei Büsten der sächsischen Könige Johann und Georg von 1909 auf der Festung Königstein. Ein weiteres, 1898 auf dem dortigen Blitzeichenplateau enthülltes Denkmal für König Albert von Sachsen, gilt heute jedoch als verschollen. Das 1910 an der Westseite des Torhauses hinzugefügte Relief Augusts des Starken ist ebenfalls noch erhalten.
In Dresden schuf er für den katholischen und evangelischen Teil der Garnisonkirche St. Martin je ein Kruzifix, an der Fassade der Kunstakademie die Puttenallegorien „Griechische Antike“ und „Mittelalter“ sowie an der St.-Marien-Kirche in Zwickau die Pfeilerfiguren „Samuel“ und „Josua“.

## Werke (Auswahl)

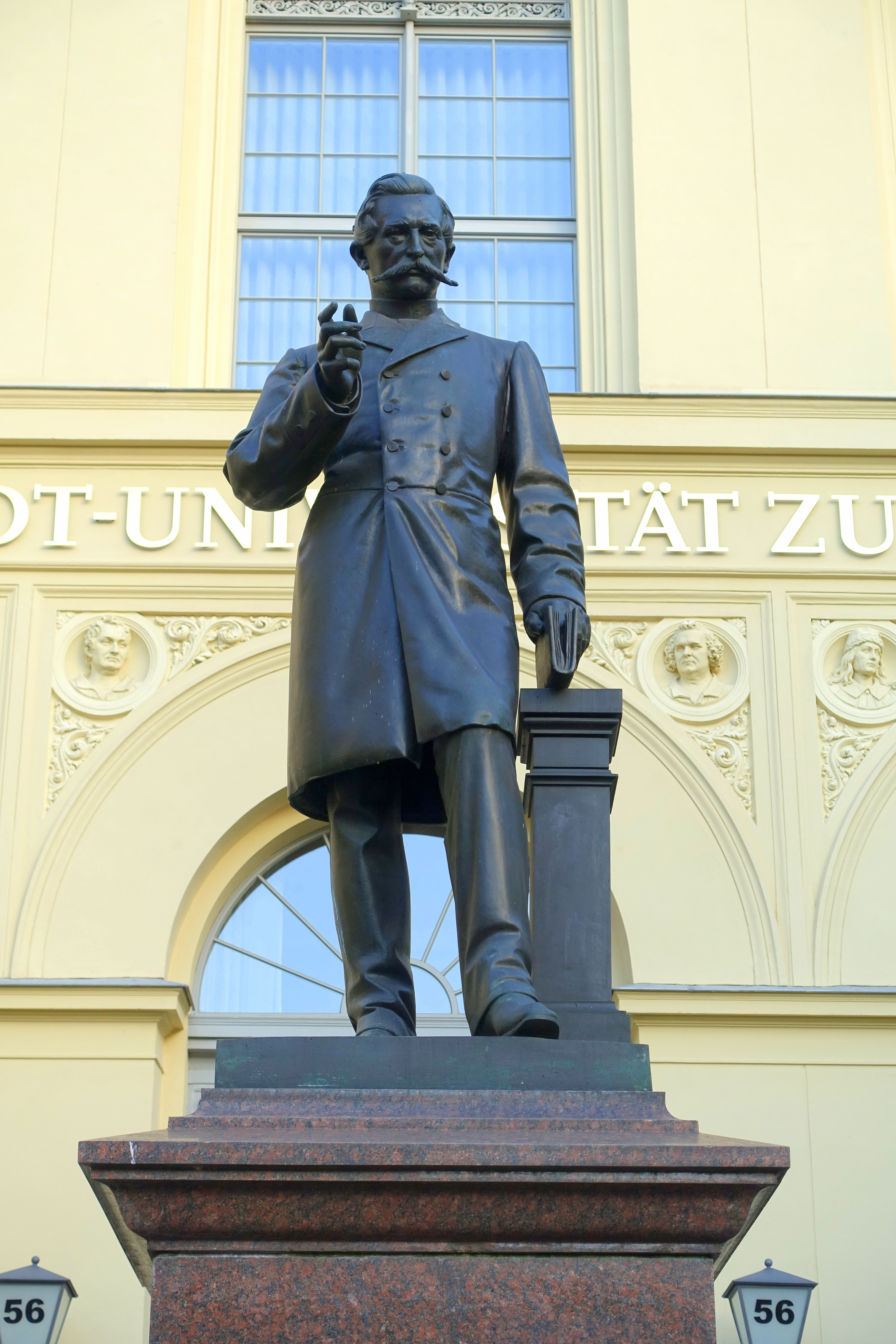
Denkmal von Andreas Christian Gerlach im Ehrenhof der ehemaligen Tierärztlichen Hochschule Berlin
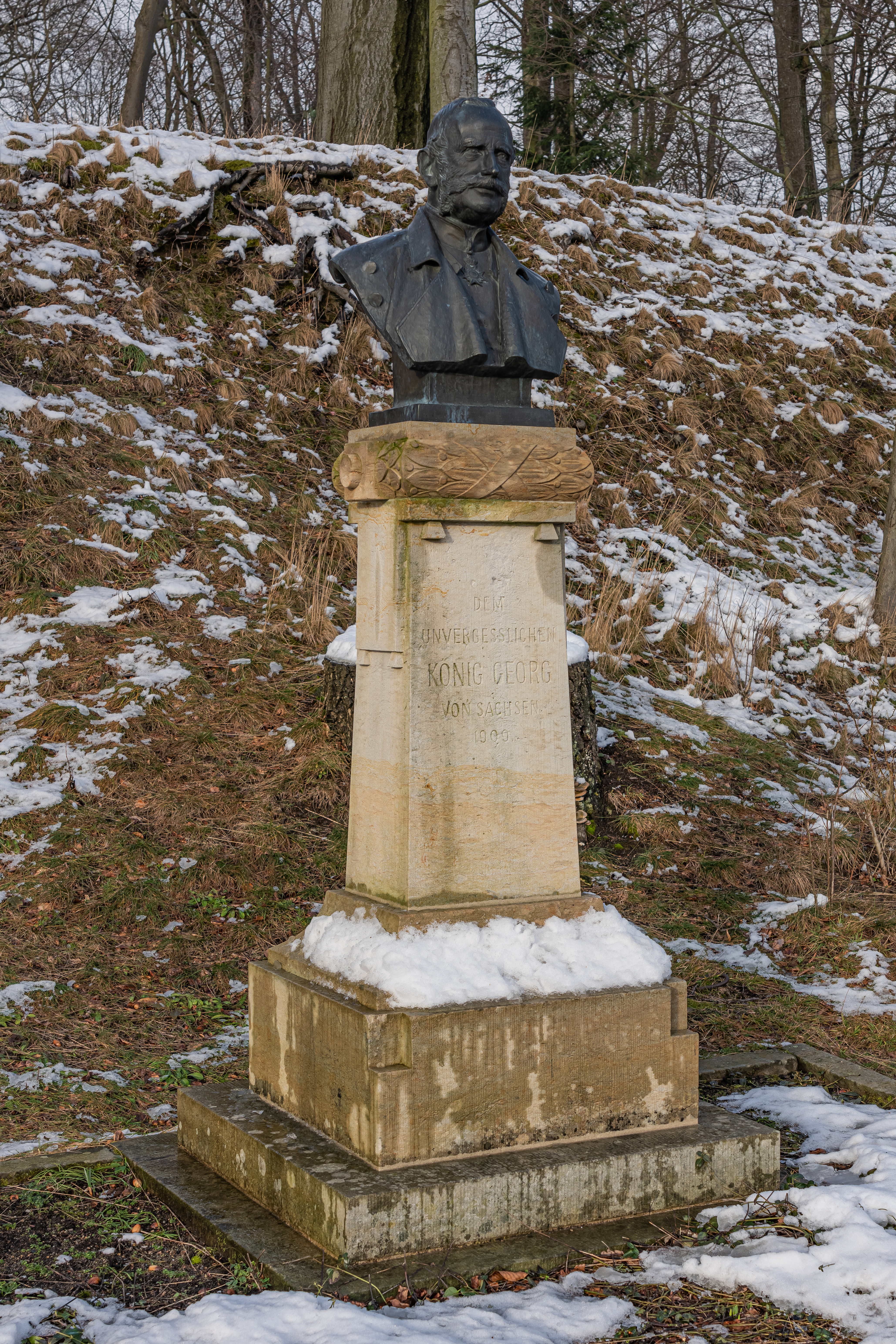
Büste des Königs Georg von Sachsen auf der Festung Königstein (Bronze, 1909)
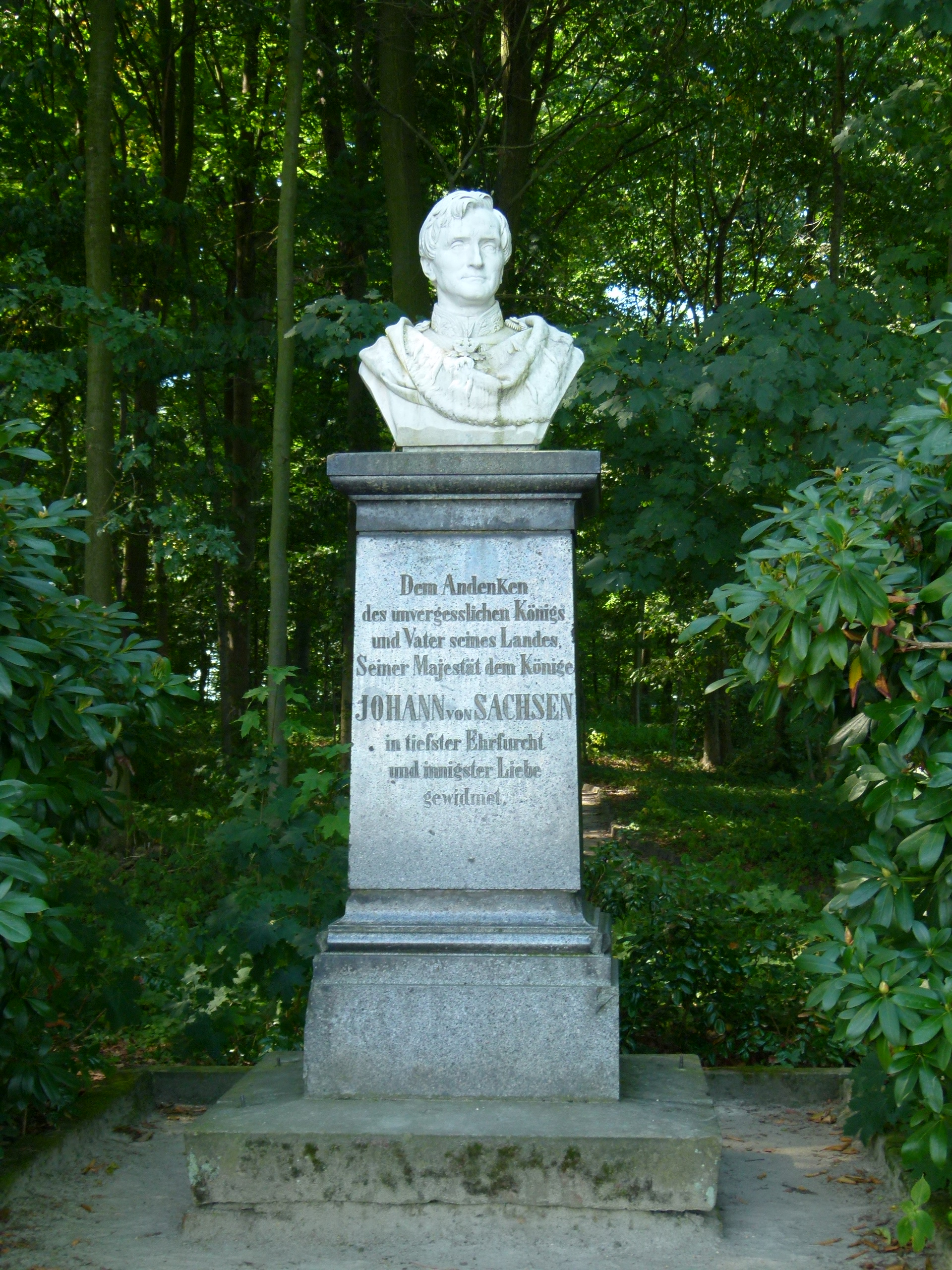
Büste des Königs Johann von Sachsen auf der Festung Königstein
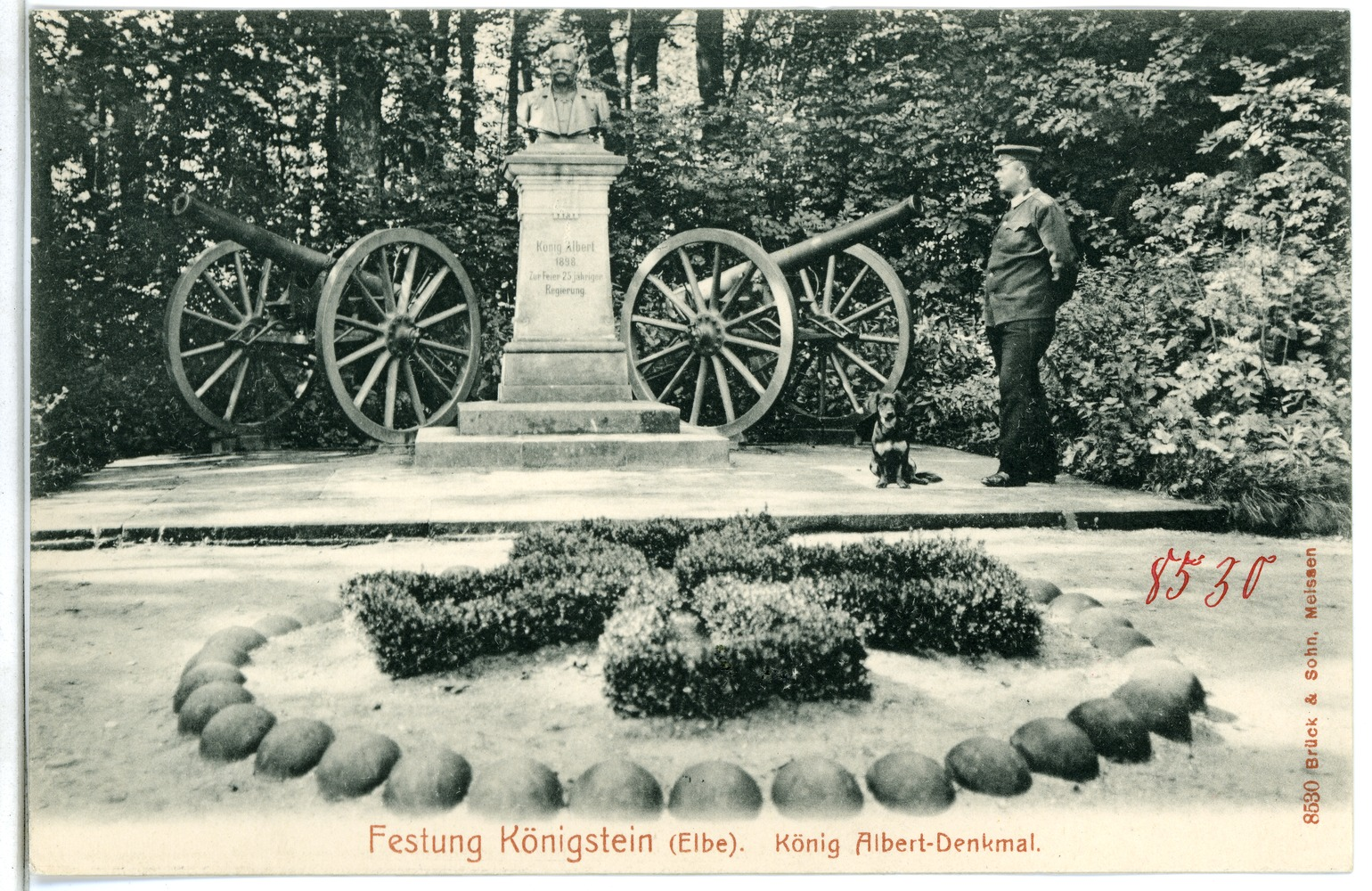
Büste des Königs Albert von Sachsen auf der Festung Königstein (heutiger Verbleib unbekannt)